# Pinem
Pinem is een bestuurslaag in het regentschap Aceh Barat van de provincie Atjeh, Indonesië. Pinem telt 390 inwoners (volkstelling 2010).